# Sea Wolf (Band)
Sea Wolf ist eine US-amerikanische Indie-Folk-Band aus Los Angeles, Kalifornien.

## Geschichte
Der Lead-Sänger Alex Brown Church besuchte die Filmschule NYU und war 1998 Gründungsmitglied der Band Irving. Viele der von ihm geschriebenen Songs passten nicht zur Musikrichtung der Band und so begann Church mit Sea Wolf in Los Angeles mit wechselnden Musikern und Demoaufnahmen in Seattle mit dem Produzenten Phil Ek (Band of Horses, The Shins, Fleet Foxes). Sea Wolf unterschrieb 2007 bei Dangerbird Records und brachte die erste EP Get to the River Before It Runs Too Low und ein Album unter dem Titel Leaves in the River heraus.
Am 22. September 2009 veröffentlichte Sea Wolf das zweite Studioalbum unter dem Titel White Water, White Bloom. Das Album wurde von Mike Mogis (Bright Eyes, Monsters of Folk, M. Ward) in Omaha produziert.
Neben Sänger Alex Brown Church, sind die aktuellen Mitglieder von Sea Wolf Lisa Fendelander (Keyboard), Theodore Liscinski (Bass), Joey Ficken (Schlagzeug), Nathan Anderson (Gitarre) and Joyce Lee (Cello).

## Diskografie
- 2007: Get to the River Before It Runs Too Low (EP, Dangerbird Records)
- 2007: Leaves in the River (Album, Dangerbird Records)
- 2009: White Water, White Bloom (Album, Dangerbird Records)
- 2012: Old World Romance (Album, Dangerbird Records)
- 2014: Song Spells, No. 1: Cedarsmoke (Album)
- 2020: Through a Dark Wood (Album, Dangerbird Records)